# Juicios por brujería de Torsåker
Los juicios por brujería de Torsåker tuvieron lugar en 1675 en la parroquia sueca de Torsåker y fueron los juicios por brujería más grandes de la historia sueca. En un solo día 71 personas (65 mujeres y 6 hombres) fueron decapitadas y luego quemadas.

## Trasfondo
El juicio fue resultado y consecuencia de la gran ola de histeria brujeril conocida como stora oväsendet (gran ruido), que surgió en Suecia después del juicio provocado por Gertrud Svensdotter contra Märet Jonsdotter en Dalecarlia en 1668. Suecia no tenía separación de iglesia y estado, causando que los sacerdotes luteranos empleados por el estado obedecieran las instrucciones del gobierno. 
Se ordenó al clero luterano utilizar sus sermones para informar a sus congregaciones de los delitos cometidos. Así, el rumor de las supuestas actividades brujeriles se extendió por el país, donde la caza de brujas había sido hasta entonces una rareza. Se ordenó a Hornæus que realizara una investigación, por orden de la comisión especial creada para tratar el pánico de brujas que repentinamente había estallado.
Los juicios empezaron cuando Johannes Wattrangius de la parroquia de Torsåker dijo a Laurentius Christophori Hornæus de la parroquia de Ytterlännäs que investigara la brujería en su parroquia. Ytterlännäs y Torsåker pertenecían ambas a la Diócesis de Härnösand de la Iglesia luterana de Suecia. Hornæus fue celoso en su trabajo — cuando concluyó su tarea, 71 personas habían sido decapitadas y quemadas; 65 de ellas eran mujeres, lo que representaba aproximadamente una quinta parte de todas las mujeres de la región.

## Juicio
El sacerdote hizo que dos niños se colocaran en la puerta de la iglesia para identificar a las brujas por una marca invisible en su frente cuando entraban. En una ocasión, uno de estos niños señaló a la mujer del sacerdote, Britta Rufina. La gente contuvo el aliento, pero ella, como dijo a su nieto que escribió más tarde la historia, entonces abofeteó al niño, que rápidamente se disculpó al ver a quien había señalado, y dijo que había sido cegado por el sol.
Hornæus era un sacerdote con una reputación aterradora. Los testigos de los juicios eran mayoritariamente niños, siendo la principal acusación contra las presuntas brujas el secuestrar niños para llevarlos al sabbat de Satanás, y Hornæus tenía varios métodos para conseguir que testificaran lo que él quería. Los azotaba, bañaba a los niños en el agua helada de un agujero en el hielo de los lagos en invierno, los metía en un horno, les mostraba leña y fingía que encendía el fuego en el horno para hervirles.
Su nieto, Jöns Hornæus, que escribió la historia en 1735 después de que le fuera dictada por su abuela, la esposa de Laurentius Hornæus, Britta Rufina, fue citada diciendo: "recuerdo a algunos de estos testigos, que por estos métodos quedaron sin salud para el resto de sus vidas". Añadió que los niños todavía, sesenta años después, temían acercarse a la casa donde su abuelo vivió.
El 15 de octubre de 1674, comenzó el juicio de Torsåker. Aproximadamente cien personas, de ambos sexos, fueron acusadas por los niños. Aunque sea el juicio por brujería más grande del país, los documentos originales proporcionan poca información de mala calidad. Los documentos de 1674 sencillamente resumen que el juicio fue muy similar a los otros juicios y muy típico en todos los sentidos, excepto el número inusualmente grande de víctimas. Esto significaría que los reos fueron acusados de secuestrar niños al sabbat de Satán en Blockula.
La mejor fuente para el juicio en cambio es el relato escrito por el nieto del sacerdote, Jöns Hornæus, que escribió la historia en 1735, sesenta años después, dictada por su abuela, la esposa del sacerdote, Britta Rufina, que fue testigo presencial en el juicio y casi ella misma acusada.
Aproximadamente cien personas fueron acusadas, pero no está claro cuántas fueron condenadas pero no ejecutadas. Jöns Hornæus afirma que muchos de los condenados escaparon, y que algunas de las mujeres no fueron ejecutadas por encontrarse embarazadas. Los prisioneros fueron retenidos en varios lugares diferentes del pueblo. Casi no se les dio comida pero se les permitió recibir comida de sus familiares.

## Ejecución
Después del último sermón en la iglesia de Torsåker, los prisioneros, 71 personas (65 mujeres y 6 hombres) fueron llevados al sitio de la ejecución. Jöns Hornæus describe la ejecución en su libro, donde escribió las palabras exactas de su abuela, la testigo presencial Britta Rufina, que lo describe así, después de un discurso en la iglesia...: 

Entonces empezaron a entender qué pasaría. Se elevaron gritos al cielo de venganza hacia quienes causaban sus muertes inocentes, pero ningún grito y ninguna lágrima ayudarían. Padres, hombres y hermanos sostuvieron una valla de picas. [Lo que significa que los hombres del pueblo, los familiares de los prisioneros, rodeaban a los prisioneros con armas] Fueron conducidos, setenta y uno de ellos, de los cuales solo dos sabían cantar un salmo, que repitieron mientras caminaban como tan pronto terminó. Muchos se desmayaron al salir de la debilidad y deseo de muerte, y aquellos fueron llevados por sus familias hasta el sitio de ejecución, el cual estaba en medio de la parroquia, a media milla de las tres iglesias, y llamada "La montaña de la estaca".

En la colina, los prisioneros fueron decapitados lejos de las piras, para que la sangre no empapara la leña dificultando su encendido, y una vez muertos, sus familias les sacaron la ropa y levantaron los cuerpos para atarlos a las estacas, luego encendieron la leña y la dejaron arder hasta que se apagó por sí misma. Las familias de los ejecutados entonces se fueron a casa, según Britta Rufina, sin mostrar ninguna emoción, como si estuvieran completamente adormecidos.

## Consecuencias
Las ejecuciones en Torsåker tenían, incluso en el momento en que ocurrieron, dudosa legitimidad. Ni la comisión ni los tribunales locales tenían derecho a realizar ejecuciones. Se esperaba que informaran al tribunal superior, que debía confirmarlas antes de ser ejecutadas. El tribunal supremo normalmente solo confirmaba una minoría de las sentencias de muerte. En el caso de Torsåker, la comisión del tribunal local no informó las sentencias al tribunal supremo, y ejecutó a los prisioneros directamente sin la confirmación de las sentencias por parte de sus superiores, por lo que la ejecución masiva no fue legal. La comisión fue llamada de Torsåker a la capital para responder por sus acciones. Fueron defendidos por las autoridades locales en Torsåker, pero no habría más ejecuciones.
La caza de brujas en el país continuó; tras el juicio de Torsåker, llegó a la capital, donde duró hasta 1676 y terminó con la ejecución de Malin Matsdotter en Estocolmo, tras la que las autoridades descubrieron que los niños testigos habían mentido y que todo había sido un error. En 1677, se le ordenó a todos los sacerdotes del país que dijeran a sus congregaciones en las iglesias que las brujas ahora habían sido expulsadas del país para siempre para evitar más juicios por brujería. En Torsåker, los dos niños que habían señalado a las mujeres en la iglesia, los llamados "visgossarna" (los niños de los cuentos), fueron encontrados degollados.

## Piedra conmemorativa
En 1975, una piedra conmemorativa fue erigida en Torsåker en honor de las víctimas.